# オレリアン・ルメートル
オレリアン・ルメートル（フランス語: Aurélien Lemaitre、1989年7月3日 - ）とはフランス出身の騎手である。

## 経歴
馬が趣味だった父親に触発されて14歳の時にシャンティイ近郊のグヴューにある競馬学校へ入学。フレディ・ヘッド厩舎の所属となったルメートルは2005年6月にデビュー、2006年7月に初勝利を挙げた。2015年にはパレロワイヤル賞を勝利し、重賞初制覇。2022年末にフレディが調教師を引退し、厩舎も解散となった為所属厩舎を息子のクリストファー・ヘッドへと変更した。アメリカでも騎乗経験がある。
2024年にJRAの短期免許制度を利用し初来日。免許期間は1月6日から2月25日の間で、身元引受調教師は斉藤崇史で、契約馬主はフジイ興産。
2024年1月7日京都競馬第5競走・3歳未勝利をエラトーで1着となり、JRA騎乗5戦目で初勝利を挙げる。同年は短期免許期間で重賞は未勝利であったが16勝を挙げた。帰国後は10月6日にフォレ賞をラマチュエル（Ramatuelle）で制した。
2025年も1月5日から2月24日までの短期騎手免許を取得した。身元引受調教師は前年同様に斉藤崇史、契約馬主は前年から変わり吉田勝己となった。

## 主な勝鞍
フランス
- オペラ賞 - Blue Rose Cen (2023年)
- カドラン賞 - Call The Wind (2018年)
- ディアヌ賞 - Blue Rose Cen (2023年)
- プール・デッセ・デ・プーリッシュ - Blue Rose Cen (2023年)
- マルセルブサック賞 -  Blue Rose Cen (2022年)
- ロートシルト賞 - With You (2018年)
- ロワイヤリュー賞 - Sea Silk Road (2023年)
- フォレ賞 - Ramatuelle（2024年）

イギリス
- クイーンエリザベス2世ステークス - Big Rock (2023年)